# Zhou Hang
Zhou Hang, né le 8 avril 1993, est un skieur acrobatique chinois spécialisé dans les épreuves de saut acrobatique. 
Il monte sur son premier podium en Coupe du monde en mars 2012. Il remporte sa première manche en janvier 2015 à Lake Placid.

## Palmarès

### Championnats du monde
| Édition/Discipline | Saut acrobatique |
| Mondiaux 2015      | 4e               |

### Coupe du monde
- Meilleur classement général : 10e en 2015.
- Meilleur classement en saut acrobatique : 3e en 2015.
- 5 podiums en saut acrobatique dont 1 victoire.